# Bijilo
El Parc Nacional de Bijilo (en anglès Bijilo National Park) és un parc de primats situat prop de la costa de Gàmbia, al sud-oest de Banjul. Va obrir al públic el 1991 i rep sobre unes 23,000 visitants a l'any.

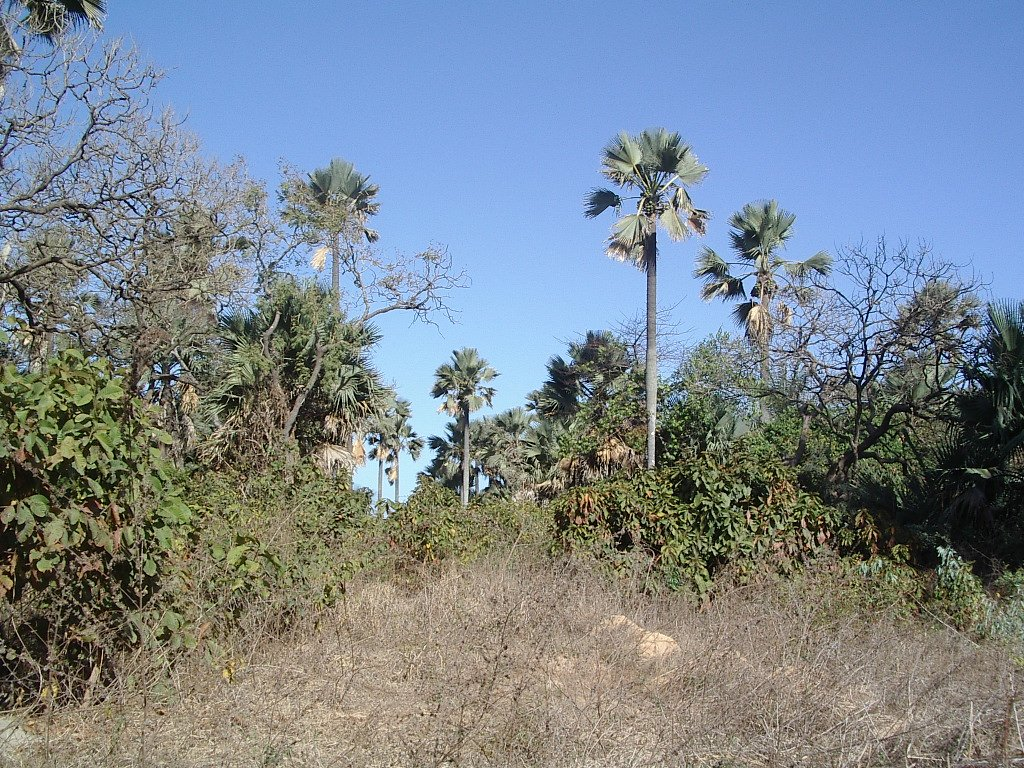
Parc de Bijilo

Les mones s'acosten als visitants i accepten cacauets i altres menjars. La visita dura entre una i dues hores. Destacar la presència de l'espècie Colobus vermell de Temminck (Piliocolobus badius temminckii) en perill d'extincióm entre d'altres.
Al parc també hi ha termiters i molta vegetació autòctona.